# Musselshell River
Musselshell River er en 550 km lang biflod til Missouri River, og løber i det centrale Montana i USA. Den starter med forskellige tilløbsfloder midt i delstaten, og en North Fork og South Fork løber sammen i det vestlige Wheatland County . Den løber ud i Missouri i reservoiret Fort Peck Lake, som er reguleret af Fort Peck-demningen.